# Левковська Ксенія Юріївна
Ксенія Юріївна Левковська (нар. 13 жовтня 1989, Харків, Україна) — українська і азербайджанська триатлоністка. Представляла Азербайджан на I Європейських іграх у Баку у 2015 році.

## Біографія
Народилася 13 жовтня 1989 року в Харкові, є професійною триатлоністкою. Вищу освіту здобула у Харківській академії фізичного виховання.
Левковська заслужила звання майстра спорту та зайняла п'яте місце на чемпіонаті України 2010 року (Еліта). На Літніх іграх України у Житомирі Левковська посіла третє місце (U23) після Юлії Єлістратової та Вікторії Качан. На чемпіонаті поліції України 2010 року Левковська посіла 3 місце. Однак, на чемпіонаті Європи 2010 року в Кіцбюелі, маючи найкращий час плавання, вона була дискваліфікована через одне пропущене коло.
Левковська представляє клуб рідного міста «Спартак».
За останні три роки вона взяла участь у п'яти змаганнях МСТ, і її було включено до Жіночого олімпійського рейтингу в Лондоні 2012 р.
На чемпіонаті України 2020 року на дистанції «Ironman 70.3» найкращі результати показали представники Азербайджану Ксенія Левковська і Ростислав Пєвцов, але вони виступали поза конкурсом. Чемпіонами стали столичні атлети Лілія Барановська і Сергій Курочкін

## Змагання МСТ
Наступний список базується на офіційному рейтингу МСТ та Сторінці профілю спортсмена. Якщо не вказано інше, наступні події є триатлоном (Олімпійська дистанція) і належать до категорії «Elite».
| Дата       | Змагання                                                                   | Місцезнаходження | Місце |
| ---------- | -------------------------------------------------------------------------- | ---------------- | ----- |
| 2008-09-07 | Кубок Європи преміум класу                                                 | Кендзежин-Козьле | 17    |
| 2009-08-30 | Кубок Європи преміум класу                                                 | Кендзежин-Козьле | 21    |
| 2010-06-27 | Кубок Європи преміум класу                                                 | Брасшаат         | 19    |
| 2010-08-08 | Світовий кубок                                                             | Тисауйварош      | 50    |
| 2010-09-08 | Серія світового чемпіонату Dextro Energy, Гранд-фінал: Чемпіонат світу U23 | Будапешт         | 29    |
| 2011-06-26 | Кубок Азії преміум-класу                                                   | Бурабай          | 4     |
| 2011-07-10 | Кубок Азії                                                                 | Кокшетау         | 3     |